# Reparato de Cartago

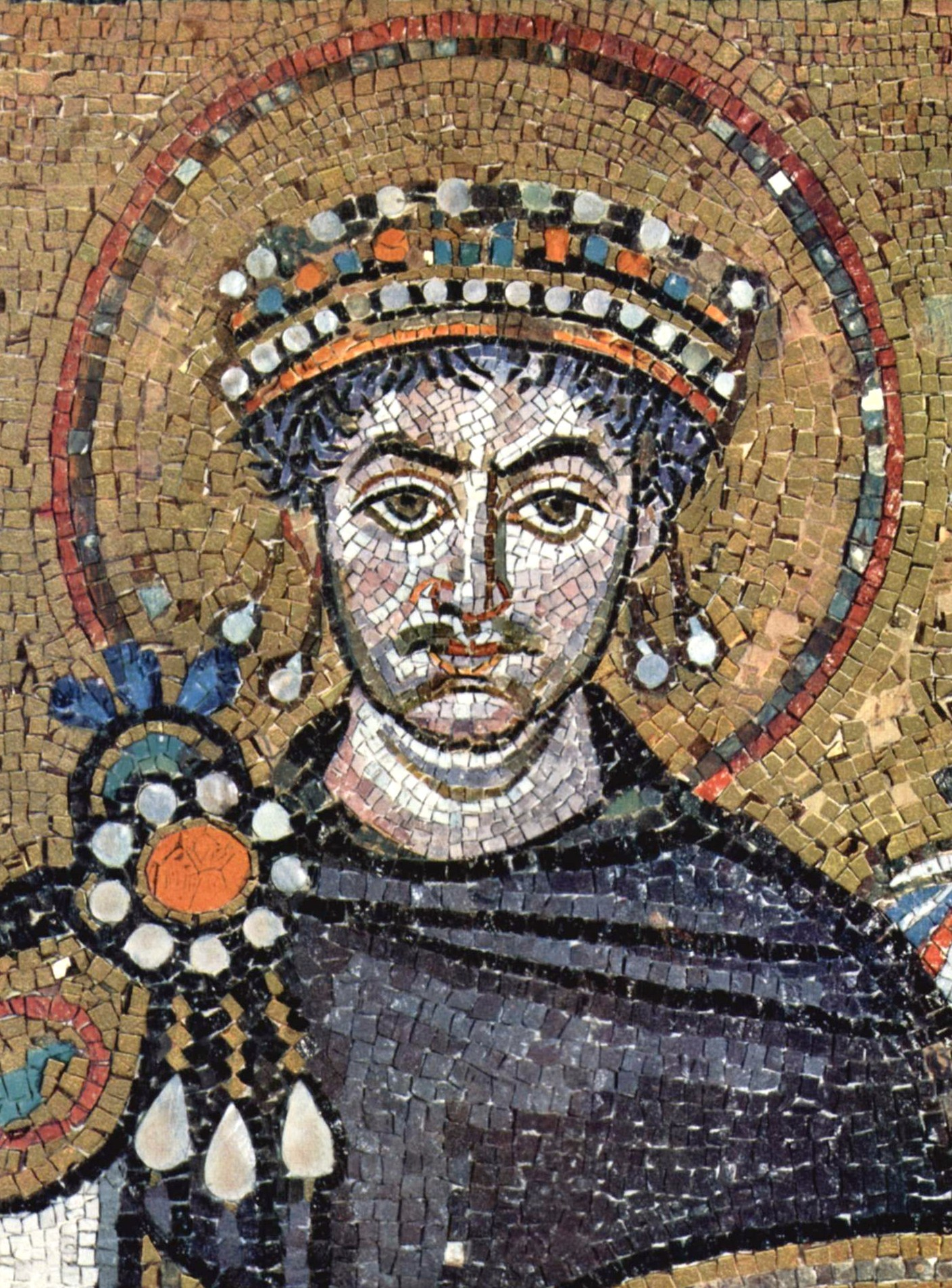
Justiniano em detalhe dum mosaico da Basílica de São Vital

Reparato de Cartago (em latim: Reparatus; m. Euceta, 563) foi um bispo romano do século VI, ativo na prefeitura pretoriana da África. Envolveu-se nas disputas teológicas de seu tempo e vivenciou os primeiros anos do controle pelo Império Bizantino no norte da África após a conquista do Reino Vândalo. Por seu envolvimento na Controvérsia dos Três Capítulos, foi exilado para Euceta nos anos 550, onde faleceria anos depois.

## Vida
Reparato apareceu pela primeira vez em 535, no contexto do sínodo conveniado em Cartago, quando enviou delegação chefiada pelo diácono Liberato para encontrar-se com o papa João II (r. 533–535) em Roma. Na missão, enviou carta na qual alegremente falou sobre o fim da repressão arianista e o início do governo do imperador Justiniano (r. 527–565) na recém-fundada Prefeitura pretoriana da África no lugar do Reino Vândalo. Em 546, quando Cartago foi tomada pelo rebelde Guntárico, deu garantias de salvo-conduto ao governador Areobindo, que estava escondido num mosteiro local, par que pudesse se encontrar com o rebelde. Como citado pelo historiador Procópio de Cesareia, Areobindo somente rendeu-se aos apelos do bispo quando as garantias dele foram juradas por rito batismal. Apesar disso, contudo, o oficial seria assassinado e Guntárico assumiria por alguns meses o comando da província, até também ser assassinado num golpe arquitetado pelo general Artabanes.
Na década de 540, para além dos conflitos políticos, o Ocidente bizantino foi agitado pela Controvérsia dos Três Capítulos. Reparato e os demais bispos africanos mostraram-se contrários ao édito imperial de 544 no qual exigia-se que o papa Vigílio (r. 537–555) e os bispos ocidentais condenassem os Três Capítulos como forma de impor uma conformidade doutrinária. Vigílio sucumbiu à pressão, provocando a reação dos bispos africanos, que conveniaram concílio em Cartago em 550. O imperador convocou a Constantinopla o papa e os líderes do concílio, dentre eles Reparato, Primásio de Hadrumeto, Firmo de Tipasa e Verecundo de Junce. Reparato foi exilado em 552 em Euceta, onde faleceu em 563, e o diácono Primoso foi instalado como novo bispo, a contragosto do clero e povo. Em 553, com a condenação dos Três Capítulos no Segundo Concílio de Constantinopla, os oponentes de Reparato obtiveram mais apoio a Primoso como bispo. Aparentemente o diácono Liberato permaneceu ao lado de Reparato até seu falecimento.
J. C. M.